# Önskebrunn

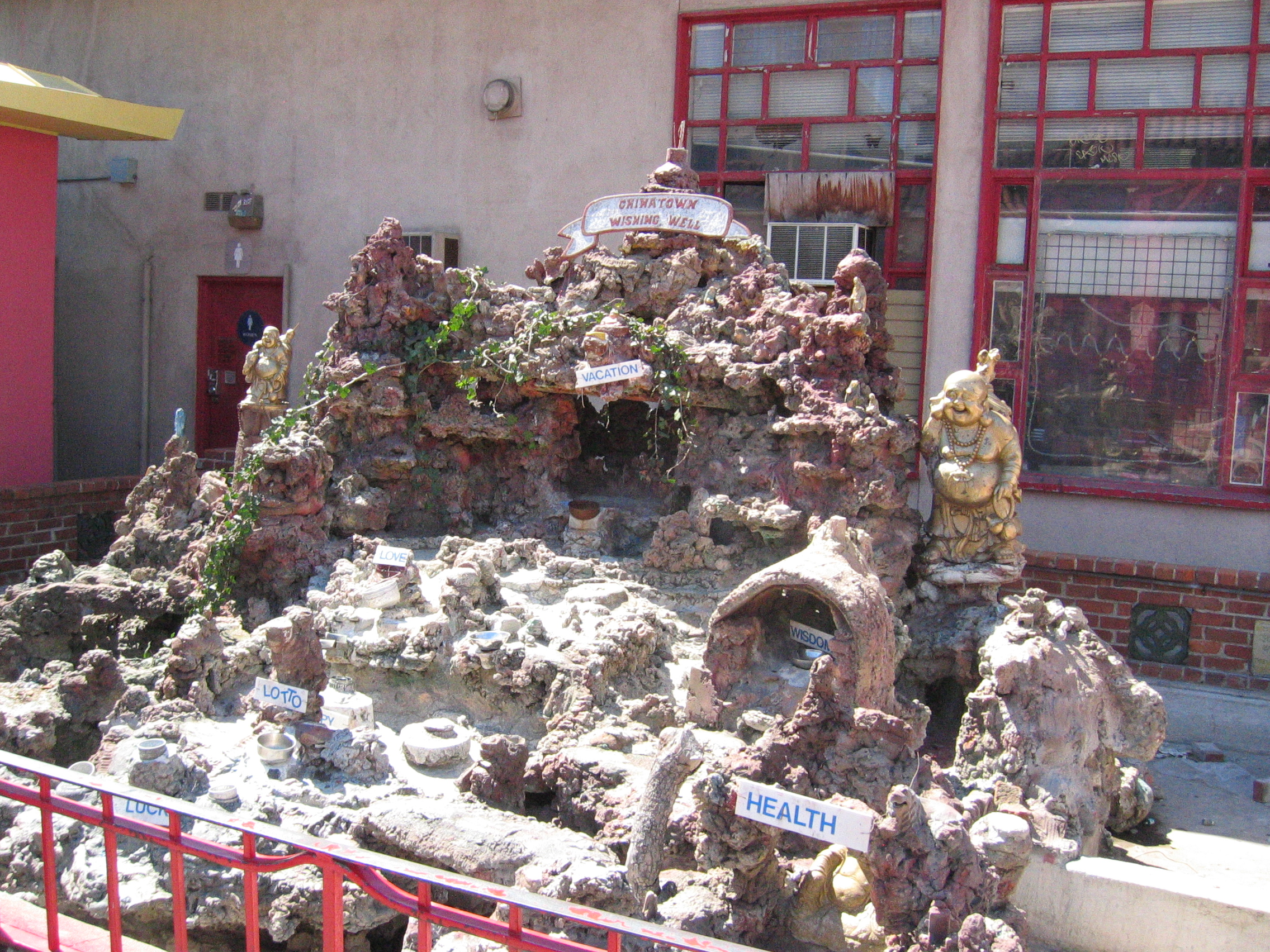
Önskebrunn i Chinatown, Los Angeles

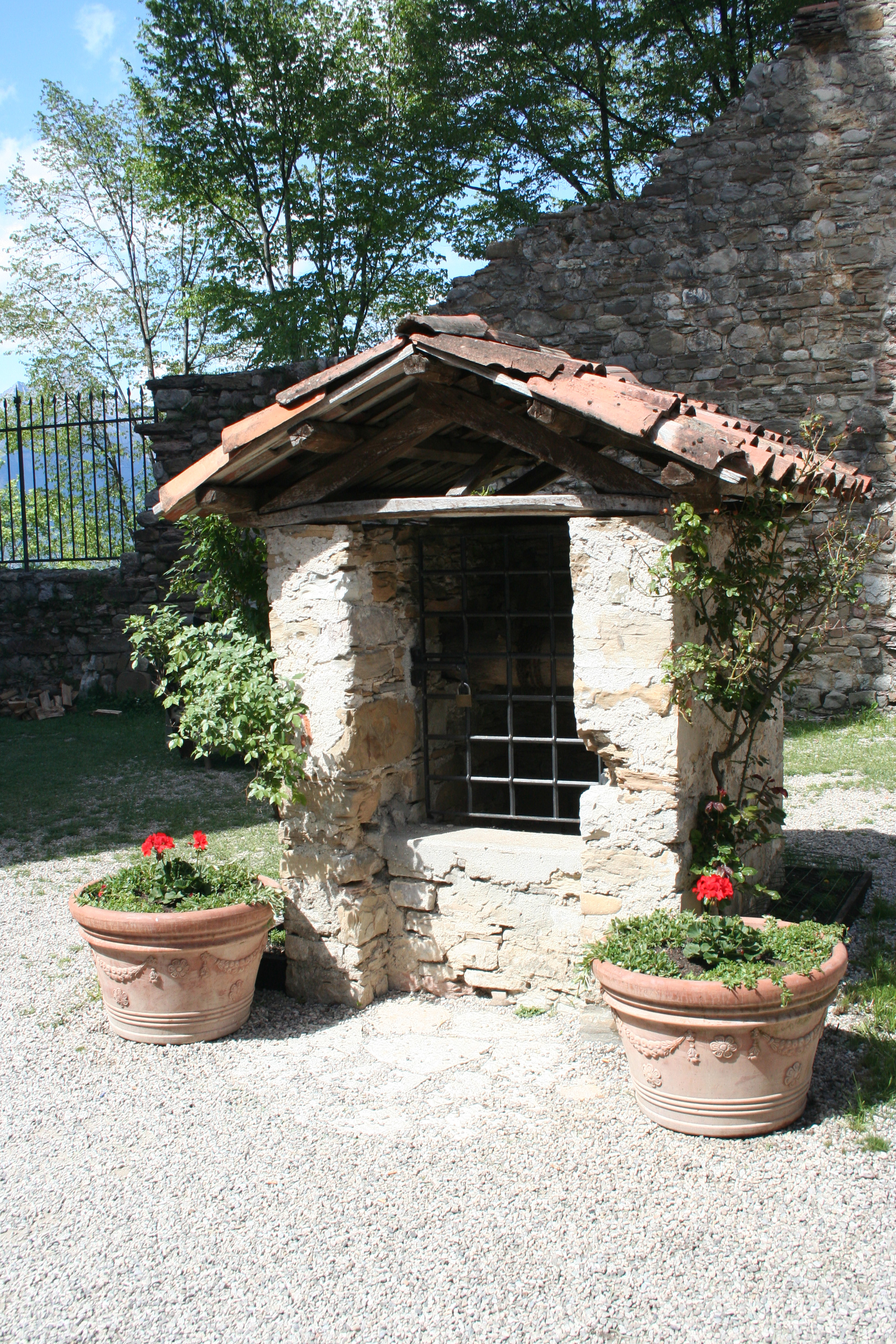
Önskebrunn i Zumelle, Italien

En önskebrunn är en vattenbrunn där man tror att en önskan kan uppfyllas. Ofta krävs det att man offrar en slant genom att kasta ned den i brunnen samtidigt som man önskar sig något. Ibland fungerar även andra vattenansamlingar, dammar eller fontäner som önskebrunnar.

## Historia
Rent vatten har genom historien ofta varit en bristvara. Samhällen var ofta byggda runt källor som skyddades. Vattnet var en källa till liv och ansågs ha helande krafter. Många kulturer och religioner tillskriv heliga eller magiska kvaliteter till det.
Europeisk folklore och de germanska och keltiska folken brukar ofta nämnas som ursprung till önskebrunnar. De ansåg att källor och brunnar vaktades av gudar eller skyddsväsen. Ibland markerades källor och brunnar med trästatyer föreställande den gudom det förknippades med. Vissa människor trodde att andarna eller gudarna vid brunnen kunde bevilja deras önskan, speciellt om de offrade en slant.
Romaren Plinius den yngre skrev om en önskebrunn redan runt år 100: "...flera separata källor... går tillsammans till en bred stilla damm. Där man genom vattnet, klart som glas, kan se glimmande stenar på botten och mynt som folk har kastat i..."
Antropologer vid  University of California Irvine (UCI) pekar på tidiga keltiska traditioner. Ett sådant exempel är den berömd brunnen i Carrawburgh, Northumberland där folk offrade mynt för att blidka gudinnan Coventina. Denna gudinna sägs ha satts i samband med förlossning och helande, och källan var centrum för ett litet tempel. Ett stort antal mynt, knappar, pärlor, glasbitar och keramik, tillsammans med andra objekt, har upptäckts i brunnen, mest från tidsperioden för kejsare Gratianus på 300-talet.
En berättelse som ofta refereras till när det gälle önskebrunnar är Mimers brunn från den nordiska mytologin, även känd som "vishetens brunn". Det var en brunn som kunde ge oändliga visdom under förutsättning att du offrade något du höll kär. Guden Oden blev ombedd att offra sin högra öga som han kastade ned i brunnen. 